# Salza di Pinerolo
Salza di Pinerolo – miejscowość i gmina we Włoszech, w regionie Piemont, w prowincji Turyn.
Według danych na rok 2004 gminę zamieszkiwało 78 osób, 5,2 os./km².